# كالفين س. ستروب
كالفين س. ستروب (بالإنجليزية: Calvin C. Straub)‏ هو مهندس معماري أمريكي، ولد في 16 مارس 1920، وتوفي في 1998.